# Falsomesosella subunicolor
Falsomesosella subunicolor là một loài bọ cánh cứng trong họ Cerambycidae.